# Соколаре
Сокола́ре (болг. Соколаре) — село у Врачанській області Болгарії. Входить до складу общини Бяла Слатина.

## Населення
За даними перепису населення 2011 року у селі проживали 580 осіб.
Національний склад населення села:
| Національність   | Кількість осіб | Відсоток |
| ---------------- | -------------- | -------- |
| болгари          | 495            | 92,2%    |
| цигани           | 40             | 7,4%     |
| турки            | 0              | 0%       |
| Всього відповіли | 537            |          |

Розподіл населення за віком у 2011 році:
Динаміка населення: